# Masanori Sanada
Masanori Sanada (真田 雅則 Sanada Masanori?), född 6 mars 1968, död 6 september 2011, var en japansk fotbollsspelare.
I december 1988 blev han uttagen i japans trupp till Asiatiska mästerskapet i fotboll 1988.